# 손욱
손욱(1945년 1월 24일 ~ , 경상남도 밀양 출생)은 대한민국의 기업인이다. 1975년 삼성에 들어와 삼성전자 부사장, 삼성 SDI 사장, 삼성종합기술원장, 한국공학한림원 부회장 등 요직을 거쳤다. 그리고 삼성SDI 상담역으로 일했으며.  농심 대표이사 회장 및 포스코 사외이사를 역임하고 하였고, 차세대융합기술연구원 센터장(2011.11~2018.05)을 역임하였다.